# Laoški građanski rat
Laoški građanski rat bio je sukob između komunističke gerilske organizacije Pathet Lao i kraljevske vlade Laosa, koji je trajao od 1953. do 1975. godine. Rat je bio dio hladnoratovskih nadmetanja u regiji Indokine, te su paralelno s njim trajali i Vijetnamski rat, te građanski rat u Kambodži.
Nakon povlačenja Francuza iz svoje bivše kolonije i potpisivanja Ženevske konvencije 1954., Laos je bio proglašen neutralnom zemljom. Međutim, sjevernovijetnamski borci su preko Laosa uspostavili tzv. Ho Ši Minov put preko kojeg su pomagali svoje simpatizere i borce protiv Južnog Vijetnama. Pritom su pomagali i domaće komunističke borce - pokret Pathet Lao, u borbi za dolazak na vlast u Laosu.
Najistaknutije osobe na strani Kraljevine bili su princ Souvanna Phouma i princ Boun Oum, dok su se na strani Pathet Laoa isticali princ Souphanouvong i Kaysone Phomvihane.
Kraljevsku vladu pomagao je SAD, čiji su operativci CIA-e, opskrbljivali kraljevsku vojsku oružjem, uvježbavali njihove vojnike, kao i oko 30,000 pripadnika gerilske vojske naroda Hmong.
Ratne operacije uvelike su ovisile o godišnjem dobu: kada bi npr. počela sušna sezona u studenom ili prosincu, sjevernovijetnamske jedinice bi pokrenule vojne operacije.
Postojanje sukoba u Laosu uglavnom je bilo nepoznato članovima vlade SAD-a, jer je CIA tajila većinu dokumenata. Zbog toga se taj rat često nazivao Tajni rat u Laosu. Ovaj rat bio je najveća tajna operacija SAD-a do početka angažiranja u Afganistanskom ratu. Laos je godinama bio podvrgnut američkom zračnom bombardiranju, što je primjer najrazornijeg bombardiranja nekog područja u povijesti.
Nakon što se SAD povukao iz Južnog Vijetnama 1973. godine, u regiji je uznapredovala opća ofenziva komunista u Vijetnamu, Kambodži i Laosu. Krajem travnja 1975., Sajgon je pao u ruke sjevernovijetnamske vojske, par dana kasnije su Crveni Kmeri ušlu u Phnom Penh. Nakon ovih događaja, kraljevska vlada Laosa mirno je prepustila vlast Pathet Laou, koji je do studenog uspostavio kontrolu nad cijelom zemljom.
Procjenjuje se, da je ukupan broj poginulih na svim stranama bio između 20,000 do 70,000 ljudi.